# Bidens alba
Espèce
Classification phylogénétique
Bidens alba est une espèce de plante à fleurs de la famille des Asteraceae.
Seul ITIS considère l'épithète spécifique alba invalide et le remplace par pilosa.

## Description
Ce sont des plantes herbacées ornementales.